# Taksinus bambus
Taksinus bambus (лат.) — вид пауков-птицеедов из семейства Theraphosidae. Юго-Восточная Азия, Таиланд.

## Распространение
Эндемик Таиланда: провинция Так на северо-западе страны (Юго-Восточная Азия).

## Описание
Среднего размера пауки, общая длина тела около 3 см. Ноги: формула 1423 (самцы), 4123 (самки). Самец: ноги буровато-чёрные, карапакс буровато-жёлтый; головогрудь коричневая, сверху покрыта короткими беловато-желтыми волосками, по боковым краям длинными беловато-желтыми волосками. Передний ряд глаз слабо изогнут, задний ряд прямой; глаза беловатые. Хелицеры темно-коричневые, наружная сторона хелицеры с рядами оранжево-красных щетинок. Максиллы красновато-коричневые. Лабиум коричневый. Стернум темно-коричневый, покрыт двумя типами волосков: крепкими тёмными и мягкими белыми. Брюшко темно-серое, густо опушенное чёрными волосками сбоку и снизу. Педипальпы красновато-коричневые.
Самка: головогрудь коричневая, сверху покрыта короткими беловатыми волосками, длинные волоски от золотисто-желтого до желтовато-коричневого цвета по боковым краям. Хелицеры темно-коричневые, наружная сторона хелицер с рядами оранжево-красных щетинок. Максиллы красновато-коричневые, покрытые оранжево-красными щетинками на пролатеральной поверхности, лабиум коричневый. Стернум темно-коричневый, покрыт двумя типами волосков: крепкими тёмными и мягкими белыми. Брюшко темно-серое и чёрное, густо опушенное сбоку и снизу. Ноги темно-коричневые.
Обитают внутри стеблей бамбука (Gigantochloa sp.), проникая туда через отверстия, сделанные другими животными (бамбуковыми жуками, пчёлами-плотниками Xylocopa).

## Систематика
Таксон был впервые описан в 2022 году и включён в состав подсемейства древесных тарантулов Ornithoctoninae, где близок к родам Lampropelma, Omothymus и Phormingochilus. Характеристики Taksinus, отличающиеся от Ornithoctonus и Cyriopagopus, следующие: низкая головная часть, наличник меньше ширины срединного глазного четырехугольника и сперматеки с двойными семеприемниками. Новый род отличается от Citharognathus отсутствием утолщенной голени и метатарзуса IV. Taksinus отличается от Lampropelma отсутствием густой кисти волос на ретролатеральной стороне бёдер передних конечностей, а самцы — отсутствием апикального вздутия эмболуса. Taksinus можно отличить от Omothymus по луковице пальп самца с плавно изогнутым эмболусом с закругленной эмболической вершиной по сравнению с эмболусом луковицы пальп с крутым углом и острой вершиной у Omothymus. Taksinus отличается от Phormingochilus отсутствием одного мегашипа на внутренней стороне апофизов голени самцов, коротким эмболусом по сравнению с длиной луковицы пальп (1:1), а географическое распространение Phormingochilus в настоящее время ограничено островом Борнео.

## Этимология
Родовое название Taksinus дано в честь тайского короля Таксина (1734—1782), правившего Сиамом в 1768—1782. Он правил той провинцией, где нашли паука, ещё до того как стал королем, а был там губернатором. Видовое имя T. bambus происходит от названия бамбука, в котором обитает тарантул.